# George Lowe
Pour les articles homonymes, voir Lowe.
Wallace George Lowe (mieux connu sous le nom de George Lowe), né le 15 janvier 1924 à Hastings (Nouvelle-Zélande) et décédé le 20 mars 2013  à Ripley dans le Derbyshire en Angleterre,, est un alpiniste, explorateur, réalisateur et professeur néo-zélandais.

## Biographie
Professeur dans l'enseignement secondaire, George Lowe se révèle comme un excellent spécialiste des courses glaciaires. En 1950, il persuade Edmund Hillary d'organiser une expédition himalayenne dont le but est le Mukut Parbat (7 242 m), au nord-ouest du Kamet dans le Garhwal. En 1952, Lowe et Hillary se joignent à Eric Shipton pour une expédition au Cho Oyu et une exploration qui les mène d'abord au glacier du Rongbuk, puis à proximité de l'arête nord de l'Everest et enfin dans la région de Makalu. L'année suivante Lowe participe à l'expédition britannique à l'Everest et accompagne Hillary et Tensing Norgay jusqu'au camp IX. En 1954, George Lowe se rend avec Hillary au Makalu. L'équipe échoue vers 7 100 m mais réussit l'ascension du Baruntse.

## Ascensions
- 1951 - Mukut Parbat, le 11 juillet

## Réalisations
- 1953 - La Conquête de l'Everest[3], documentaire de 78 minutes
- 1959 - Antarctic Crossing[4], documentaire de 47 minutes

## Distinctions
- Ordre du Mérite de Nouvelle-Zélande
- Ordre de l'Empire britannique